# Juvenalerna
Juvenalerna var ett studentsällskap i Uppsala under 1840-talet. 

## Ursprung
Juvenalerna hade sitt ursprung i en musikgrupp som bildades på 1820-talet av åtta studenter, och gruppen kom att kallas Turkiska musiken på 1830-talet. Deras verksamhet delades i två avdelningar, varav den ena ägnade sig åt sammankomster under tak, där musiken fastställdes till att omfatta "en flöjt, en fiol, en gitarr, en fagott, ett valthorn samt en prim- och en basröst". Den senare avdelningen, som höll till utomhus, var något mindre sofistikerad till uppsalabornas stora förtrytelse. Den förde oväsen med hjälp av mindre konventionella instrument som visselpipa, grytlock, lergök och harskramla. Uppsala universitets rektor förbjöd till sist utövande av den Turkiska musiken utomhus, vilket ledde till sällskapets upplösning i slutet av 1830-talet.

## Juvenalerna
Omkring 1840 bildade en handfull av de gamla "Turkarnas" medlemmar ett nytt sällskap kallat Juvenalerna, som "lade vida mera vigt vid att roa sig sjelfva, än att oroa andra". Odlandet av vokalmusiken blev det viktigaste för Juvenalerna som inriktade sig på den tidens populära manskvartetter och fria potpurrier. Juvenalernas sällskap var som mest aktivt under mitten av 1840-talet, då man ofta hade sina berömda "söndags-soireer" på övre våningen av Österbergs källare "Äpplet" vid Fyristorg med underhållning av skiftande slag. År 1843 invaldes Gunnar Wennerberg och redan på ett tidigt stadium kom han att bli en ledargestalt inom sällskapet, och dessutom kompositör till flertalet av de sånger som framfördes. 
Från att ha omfattat ganska många medlemmar minskade sällskapet samt den tillhörande kören och på bara några få år hade nästan kören försvunnit. Vid decenniets mitt var bara tre sångare kvar, varför man övergick från sextett till att sjunga trio a cappella, flera utgivna som "De tre". När så även tenoren Daniel Hwasser flyttade till Stockholm 1847 återstod blott barytonen Wennerberg och basen Otto Beronius, och sålunda tvingades man övergå till duetter ackompanjerade på piano av Eugène von Stedingk. Här föddes idén till Gluntarne. 
Efter 1848, då Wennerberg lämnade Uppsala, försvann sällskapet så småningom. 
Flera av de juvenaler som bosatte sig i Stockholm blev "män i staten" och kom att ingå i umgänget kring Karl XV i kägelsällskapet Enkan Bloms bekanta.
Totalt hade Juvenalerna under sin existens nästan femtio medlemmar. 
År 1907 bildades Juvenalorden, med Juvenalerna som förebild, men i delvis nya former.

## Kända medlemmar
- Otto Beronius
- Svante Hedin
- Daniel Hwasser
- Johan Jolin
- Eugène von Stedingk
- Theodor Strömberg
- Gunnar Wennerberg
- Anders Ångström